# Caloptilia callicirrha
Caloptilia callicirrha är en fjärilsart som först beskrevs av Edward Meyrick 1924.  Caloptilia callicirrha ingår i släktet Caloptilia och familjen styltmalar.
Artens utbredningsområde är Fiji. Inga underarter finns listade i Catalogue of Life.